# فضیل بن یسار
ابوالقاسم فضیل بن یسار نهدی از اصحاب محمد باقر و جعفر صادق و از راویان حدیث بود که به جهت وثاقت جزو اصحاب اجماع محسوب می‌شود. وی در کوفه به دنیا آمد، اما بیشتر عمرش را در بصره زیست. در اواخر سده نخست و نیمه اول سده دوم هجری می زیست. وی جزو اصحابی بوده‌است که بیشتر احادیث فقهی را روایت می کرده‌اند. وی علاوه بر صادقین از دو تن از شیعیان به نام‌های زکریا بن عبدالله نقاض و عبدالواحد مختار انصاری نیز حدیث نقل کرده‌است.
صادق درباره فضیل سخنی گفته است که پیامبر در مورد سلمان گفته است. اینکه فضیل از ما اهل بیت است.